# Tovomita triflora
Tovomita triflora är en tvåhjärtbladig växtart som beskrevs av Huber. Tovomita triflora ingår i släktet Tovomita och familjen Clusiaceae. Inga underarter finns listade i Catalogue of Life.